# Dédestapolcsány
Dédestapolcsány è un comune dell'Ungheria di 1.603 abitanti (dati 2001) . È situato nella contea di Borsod-Abaúj-Zemplén.